# Diatrypa affinis
Diatrypa affinis är en insektsart som beskrevs av Lucien Chopard 1931. Diatrypa affinis ingår i släktet Diatrypa och familjen syrsor. Inga underarter finns listade i Catalogue of Life.